# Landsmeer
Landsmeer là một đô thị của Hà Lan. Landsmeer thuộc tỉnh Noord-Holland ở nửa phía bắc Hà Lan. Landsmeer có diện tích km², dân số năm 2010 là người.